# Fredrik Rudberg
Fredrik Rudberg, född 30 augusti 1800 i Norrköping, död 14 juni 1839 i Uppsala, var en svensk fysiker. 
Rudberg blev student vid Uppsala universitet 1815, där han vid 21 års ålder blev filosofie magister och docent i matematik. Sin första vetenskapliga avhandling, Mathematisk theori om de capillära phenomenen, insände han redan 1819 till Vetenskapsakademien (tryckt i dess "Handlingar" samma år). Gradualavhandlingen, De principiis vivum vivarum, var i motsats till vad vid denna tid eljest var brukligt författad av honom själv. Efter promotionen ägnade han sig uteslutande åt fysiken samt företog på egen bekostnad 1824 en studieresa genom Danmark och Tyskland till Paris, där han uppehöll sig i ett och ett halvt år. Under vistelsen där träffade han bland andra François Arago, Jean Baptiste Biot och Augustin-Jean Fresnel. 
Efter hemkomsten kallades han 1827 till ledamot av Vetenskapsakademien, och 1828 blev han med förbigående av flera äldre medsökande utnämnd till professor i fysik vid Uppsala universitet, i vilken egenskap han verkade till sin död. Trots sin tidiga bortgång hann han att utföra ett stort antal vetenskapliga undersökningar, berörande olika områden inom fysiken, huvudsakligen värmeläran och optiken. De flesta av hans arbeten publicerades i "Vetenskapsakademiens handlingar", varjämte åtskilliga inflöt i Johann Christian Poggendorffs "Annalen der Physik und Chemie".